# Жозе Карлуш
Жозе Карлуш (порт. José Carlos da Silva José; 22 вересня 1941, Віла-Франка-де-Шіра — 26 квітня 2025) — португальський футболіст, що грав на позиції центрального захисника. По завершенні ігрової кар'єри — тренер.
Виступав, зокрема, за клуб «Спортінг», а також національну збірну Португалії, у складі якої — бронзовий призер чемпіонату світу 1966 року.

## Клубна кар'єра
У дорослому футболі дебютував 1960 року виступами за команду клубу КУФ (Баррейру), в якій провів два сезони, взявши участь у 51 матчі чемпіонату.
Своєю грою за цю команду привернув увагу представників тренерського штабу клубу «Спортінг», до складу якого приєднався 1962 року. Відіграв за лісабонський клуб наступні дванадцять сезонів своєї ігрової кар'єри. Більшість часу, проведеного у складі «Спортінга», був основним гравцем команди. За цей час тричі виборював титул чемпіона Португалії, чотири рази ставав володарем Кубка Португалії, а в сезоні 1963/64 виборов Кубок Кубків УЄФА.
Завершив професійну ігрову кар'єру у друголіговій «Бразі», за команду якого виступав протягом 1974—1975 років.

## Виступи за збірну
1961 року дебютував в офіційних матчах у складі національної збірної Португалії. Протягом кар'єри у національній команді, яка тривала 11 років, провів у формі головної команди країни 36 матчів.
У складі збірної був учасником чемпіонату світу 1966 року в Англії, на якому команда здобула бронзові нагороди. На мундіалі взяв участь у двох матчах — півфіналі і грі за третє місце.

## Кар'єра тренера
Розпочав тренерську кар'єру, повернувшись до футболу після тривалої перерви, 1986 року, очоливши тренерський штаб клубу «Жіл Вісенте», з яким працював протягом двох сезонів.

## Титули і досягнення
- Чемпіон Португалії (4):

«Спортінг»: 1961–1962, 1965–1966, 1969–1970, 1973–1974
- Володар Кубка Португалії (4):

«Спортінг»: 1962–1963, 1970–1971, 1972–1973, 1973–1974
- Володар Кубка Кубків УЄФА (1):

«Спортінг»: 1963–1964
- Бронзовий призер чемпіонату світу: 1966